# 静岡市オフロードバイク隊
静岡市オフロードバイク隊（しずおかしオフロードバイクたい）は災害対策として静岡市が組織する組織。英称の Shizuoka City Off-road Utility Team の頭文字（SCOUT）から「スカウト」と呼称される。

## 概要
1995年（平成7年）に発生した阪神・淡路大震災では、建物の倒壊などで道路が寸断され、自動車の利用が出来ないなどの問題が見られた。これに対してオフロードバイクを主としたオートバイが機動力を発揮したことから、災害時の情報収集などを目的として1996年（平成8年）4月に、24名の市職員で発足した。
防災課兼務あるいは併任の市職員で構成され、3車種40台のオートバイと4トントラック1台を保有。隊長と2名の副隊長、1名の運用・訓練幹部の指揮の下、7つの小隊が組織されており、災害発生時あるいは災害が発生する可能性がある場合において、初期情報の収集及び伝達を任務とする。現在までの出動実績としては2001年（平成13年）4月の地震（静岡市内で震度5）における道路状況の調査や2004年（平成16年）7月の台風による浸水被害状況の確認、2009年（平成21年）の駿河湾地震での国道の通行状況などの確認のほか、2011年（平成23年）の東日本大震災では被害状況を調査するため仙台市に派遣された。
なお、静岡県内には同様の目的で組織されたバイク隊が三島市や川根本町に存在している。

## 保有資材
- ヤマハ・セロー225WE - 30台
- ヤマハ・TW200 - 4台
- ホンダ・TLM220 - 6台
- 日野・レンジャー（車両・整備機材運搬用）- 1台

TLMを除く各車には地域防災無線を搭載している。